# Brzeście (gromada w powiecie pińczowskim)
Brzeście (od 31 XII 1961 Pińczów) – dawna gromada, czyli najmniejsza jednostka podziału terytorialnego Polskiej Rzeczypospolitej Ludowej w latach 1954–1972.
Gromady, z gromadzkimi radami narodowymi (GRN) jako organami władzy najniższego stopnia na wsi, funkcjonowały od reformy reorganizującej administrację wiejską przeprowadzonej jesienią 1954 do momentu ich zniesienia z dniem 1 stycznia 1973, tym samym wypierając organizację gminną w latach 1954–1972.
Gromadę Brzeście z siedzibą GRN w Brześciu utworzono – jako jedną z 8759 gromad na obszarze Polski – w powiecie pińczowskim w woj. kieleckim, na mocy uchwały nr 13h/54 WRN w Kielcach z dnia 29 września 1954. W skład jednostki weszły obszary dotychczasowych gromad Brzeście, Szczypiec, Podłęże, Włochy i Nowa Wieś (bez placów przy ul. Żwirki i Wigury) ze zniesionej gminy Pińczów w tymże powiecie. Dla gromady ustalono 18 członków gromadzkiej rady narodowej.
31 grudnia 1959 do gromady Brzeście przyłączono obszar zniesionej gromady Kopernia; równocześnie siedzibę gromady Brzeście przeniesiono do miasta Pińczów.
Gromadę zniesiono 31 grudnia 1961 w związku ze zmianą nazwy jednostki na gromada Pińczów.